# Michael Schenker
Michael Schenker (Sarstedt, Alemanha, 10 de janeiro de 1955) é um guitarrista e compositor alemão. É conhecido pela passagem nas bandas UFO, Scorpions e sua banda Michael Schenker Group. Dono de um estilo virtuoso e melódico, contribuiu na evolução do heavy metal e do hard rock, sendo considerado um dos melhores guitarristas de todos os tempos, influenciando muitos grandes nomes da guitarra.

## Carreira

### Scorpions
Michael Schenker foi membro fundador da banda de Hard Rock alemã Scorpions, juntamente com seu irmão mais velho, o guitarrista rítmico Rudolf Schenker. Gravou o primeiro álbum da banda (Lonesome Crow, lançado em 1972) com apenas 16 anos, demonstrando desde cedo maturidade e destreza no instrumento além de um fraseado guitarrístico marcante.

### UFO
Logo o jovem prodígio despertou o interesse da banda inglesa UFO, que na época estava à procura de um guitarrista. Permaneceu no Scorpions até 1973. Apesar da pouca idade, Schenker provou total superioridade quanto à seu irmão mais velho, quando aceitou o convite de se integrar ao UFO, para gravar o maior clássico da banda e um dos melhores álbuns da história do Rock Mundial, o disco Phenomenon, de 1974.
No UFO, Michael desenvolveu uma carreira de relativo sucesso, fazendo parte da melhor fase da banda, sendo co-autor de grande maioria das músicas (Junto com o vocalista Phil Mogg), incluindo sucessos como Rock Bottom (Uma das primeiras músicas de Heavy Metal criadas, com um dos melhores solos de guitarra gravado nos anos 70), Doctor Doctor (Clássico do Heavy Metal regravado pela banda inglesa Iron Maiden), Lights Out, Let it Roll, Belladonna, Too Hot to Handle, Love To Love (Uma das mais belas canções da banda, com arranjos indiscutivelmente brilhantes), entre outros. 
Após desavenças internas, Schenker abandona o UFO em 1979. Neste mesmo ano, Schenker retorna ao Scorpions na gravação do álbum Lovedrive, gravando apenas 3 faixas do álbum; Neste mesmo ano, Michael excursiona com a banda, mas a deixou 3 meses mais tarde, devido a sua personalidade complicada e também por diversas ocasiões em que ele não conseguia tocar e ficar no palco devido a problemas com o alcoolismo (Problema que o acompanhou em boa parte de sua vida).

### MSG
Schenker decide que era o momento para começar fazer seu próprio caminho e inicia sua carreira solo sob o nome de MSG (Michael Schenker Group). Em 1980, sai o ‘debut’ auto intitulado e serviu para mostrar ao público todo o potencial do guitarrista e de sua banda que contava com Gary Barden (vocais), Mo Foster (baixo), Simon Philips (bateria) e Don Airey (teclados). Em 1981, o MSG grava seu segundo álbum, M.S.G., que já contava com outro line-up: o talentoso baterista Cozy Powell, O tecladista Paul Raymond dos tempos de UFO e o baixista Chris Glen que já havia tocado na Sensational Alex Harvey Band. 
Nesta época, Schenker recebeu um convite para integrar o Aerosmith para substituir Joe Perry; "No começo dos anos oitenta, Peter Mensch, meu empresário à época, falou-me que Joe Perry havia deixado o Aerosmith, e que eles estavam fazendo testes com vários guitarristas. Fui até lá, mas não conseguimos trabalhar muito, pois Steven Tyler enfrentava problemas de saúde. Cerca de um ano depois, voltei a Boston e convidei Joey Kramer e Tom Hamilton (Baterista e baixista do Aerosmith, respectivamente) para participarem do álbum MSG. Ensaiamos poucas vezes, já que Steven começara a melhorar, e diante daquilo, eles decidiram reformar o Aerosmith e voltar a tocar com Joe." Declaração de Schenker a respeito, que faz parte de um entrevista concedida em 2008 a revista Roadie Crew. 
No ano seguinte, Schenker e sua banda lançam o terceiro álbum de estúdio, Assault Attack, que já não contava com o vocalista Gary Barden, o baterista Cozy Powell (Cozy deixou a banda para integrar o Whitesnake) e o tecladista Paul Raymond; para os seus lugares foram recrutados o vocalista Graham Bonnet (ex-Rainbow, Alcatrazz), o tecladista Tommy Eyre e o baterista escocês Ted McKenna (por sugestão do amigo e baixista Chris Glen que já havia tocado com McKenna na Sensational Alex Harvey Band). Durante as gravações deste álbum, Schenker recebe um convite de Ozzy Osbourne para substituir o talentoso Randy Rhoads, que morrera em um acidente de avião naquele ano, integrando sua banda sua banda solo; "Ozzy Osbourne me procurou enquanto eu ensaiava e escrevia as músicas de 'Assault Attack' (1982). Seria errado deixar a minha banda àquela altura, então não pude aceitar." Retirado também da entrevista concedida em 2008 a revista Roadie Crew. Julgando o desempenho de Bonnet ser abaixo das expectativas, Schenker decidiu demití-lo e recrutar novamente o vocalista Gary Barden. Em 1983 é lançado o álbum Built To Destroy que teve uma recepção morna se comparado aos anteriores apresentando um direcinamento musical levemente diferente, com influências do Hard Rock americano. 
Embora o MSG tivesse um relativo sucesso no Japão (sobretudo) e na Europa, a banda não conseguiu conquistar de fato o mercado americano. O ano era 1985 e até aquele momento, o MSG lançara 4 discos de estúdio e 2 gravados ao vivo. Nos idos deste mesmo ano, Schenker e os outros membros se debandaram. Michael conhece o vocalista Robin McAuley e juntos mudam o nome da banda para McAuley Schenker Group.

## Discografia

### comScorpions
- Lonesome Crow (1972)
- Lovedrive (1979)

### comUFO
- Phenomenon (1974)
- Force It (1975)
- No Heavy Petting (1976)
- Lights Out (1977)
- Obsession (1978)
- Strangers in the Night (1979)
- The Best Of (1992)
- Walk on Water (1995)
- Covenant (2000)
- Sharks (2002)

### com MSG (Michael Schenker Group/McAuley Schenker Group)
- The Michael Schenker (1980)
- M.S.G. (1981)
- One Night at Budokan (1981)
- Assault Attack (1982)
- Built To Destroy (1983)
- Rock Will Never Die (1984)
- Perfect Timing (McAuley Schenker Group) (1987)
- Save Yourself (McAuley Schenker Group) (1989)
- M.S.G. (McAuley Schenker Group) (1992)
- Nightmare : The Acoustic M.S.G. (McAuley Schenker Group) (1992)
- The Essential Michael Schenker Group (1992)
- M.S.G. Unplugged (McAuley Schenker Group) (1993)
- Written in the Sand (1996)
- The Michael Schenker Story Live (1997)
- The Unforgiven (1999)
- The Unforgiven World Tour (2000)
- Be Aware Of Scorpions (2002)
- Arachnophobiac (2003)
- Heavy Hitters (2005)
- Tales of Rock'n'Roll (2006)
- In the Midst of Beauty (2008)

### Solo
- Thank You (1993)
- Thank You 2 (1998)
- Thank You With Orchestra (1999)
- Adventures of the Imagination (2000)
- The Odd Trio (2000)
- Thank You 3 (2001)
- Dreams And Expressions (2001)
- Thank You 4 (2003)
- Doctor, Doctor: The Kulick Sessions (2008)

### Outros projetos de Schenker
- Contraband (1991)
- The Plot (2003)
- Under Construction (2003)
- Schenker-Pattison Summit - The Endless Jam (2004)
- Schenker-Pattison Summit - The Endless Jam Continues (2005)
- Siggi Schwarz and Michael Schenker - Live Together 2004
- Schugar/Schenker - Under Construction 2003